# Richard Lamarche
Richard Hyacinthe Gilles Lamarche (Luik, 3 juni 1855 - My, 24 juli 1934) was een Belgisch senator.

## Biografie
Richard Lamarche was een zoon van Émile Lamarche (1828-1907) en Claire Wittert van Hoogland (1825-1859). Hij trouwde in 1878 in Bomal met Charlotte Eugénie Braconier (1859-1944), nicht van industrieel en politicus Frédéric Braconier. Ze kregen vier dochters die allen trouwden, onder wie drie met telgen uit de families Ancion, Begasse de Dhaem en D'Andrimont.
Hij was lid van de gemeenteraad van Luik (1900-1908)
In oktober 1903 werd hij katholiek senator voor het arrondissement Luik, in opvolging van de overleden Maximilien Doreye. Hij vervulde dit mandaat tot in 1908.